# What Would Jesus Do?

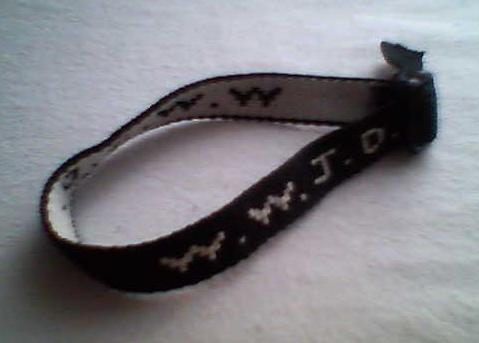
Een WWJD-armbandje

De slogan What Would Jesus Do? (vaak afgekort als WWJD, in het Nederlands vertaald als Wat zou Jezus doen?) werd populair in de jaren negentig van de twintigste eeuw, allereerst in de Verenigde Staten en vervolgens daarbuiten. Het was een manier voor veel aanhangers van het christelijk geloof om te bedenken hoe zij in bepaalde situaties, in lijn met hun geloof, behoorden te handelen.
De afkorting WWJD kreeg veel bekendheid doordat christelijke jongeren, zowel met protestantse als rooms-katholieke achtergrond, armbandjes droegen met daarop deze vier letters.

## Achtergrond
De Rooms-Katholieke Kerk kende het concept van Imitatio Christi (imitatie van Christus), waarbij het ging om het naleven van het leven van Jezus. Charles Spurgeon, een Engelse predikant, gebruikte de term what would Jesus do? verschillende keren in een preek die hij hield op 28 juni 1891. Als bron verwijst hij naar een Latijns boek dat door Thomas a Kempis werd geschreven ergens tussen 1418 en 1427 met de titel Imitatio Christi, in het Nederlands bekend als De navolging van Christus.
Charles Sheldon publiceerde in 1896 het boek In his footsteps, met als ondertitel What would Jesus do? Deze roman draait rondom dominee Maxwell en zijn gemeente. Maxwell ontdekte na een schokkende ervaring dat zijn preken niet overeenkomen met het dagelijks leven van hem en zijn kerk. Een kleine groep gelovigen besloot vervolgens om een jaar lang niet anders te doen dan Jezus zou hebben gedaan in dezelfde situatie. Sheldon beschouwde zichzelf als een christelijk socialist.
Door een fout van de uitgever werd het copyright van Sheldons roman nooit vastgelegd. Daardoor konden meerdere uitgevers het boek opnieuw uitbrengen en was het boek in 1935 al in 21 talen vertaald. In Nederland is het uitgebracht onder de titel In zijn voetspoor.
Aan het begin van de jaren negentig blies Jannie Tinklenberg, een jeugdleidster in een kerk in Holland (Michigan) de leus nieuw leven in. Vandaar uit werd het een heuse rage waardoor wereldwijd honderdduizenden jongeren met bijvoorbeeld armbandjes of T-shirts met daarop de afkorting WWJD erop rondliepen.

## Parodie
De afkorting WWJD leent zich makkelijk voor een parodie, bijvoorbeeld What would Jesus Buy? of What Would Johny Cash Do? In het Nederlands is een bekende variant Wat Wil Je Drinken?.